# Victoria Marinova
Victoria Marinova (em búlgaro: Виктория Маринова; 7 de setembro de 1988 — Ruse, 6 de outubro de 2018) foi uma jornalista investigativa búlgara.

## Biografia
Marinova foi diretora administrativa da cadeia de televisão privada TVN em Ruse. Em 30 de setembro de 2018, lançou um novo programa de entrevistas chamado Detector.

## Morte
Marinova foi estuprada e estrangulada em 6 de outubro de 2018, na cidade de Ruse, ao norte da Bulgária. Foi a terceira jornalista assassinada na Europa em menos de um ano, depois de Daphne Caruana Galizia, de Malta, e Jan Kuciak e sua namorada, da Eslováquia. Vários representantes da União Europeia pediram "medidas urgentes" para esclarecer se o ataque esteve ligado à sua investigação sobre fraude de fundos europeus.